# لوپوتا
لوپوتا (به لاتین: Lopota) یک رودخانه در آلازانی است که در گرجستان واقع شده‌است.